# 济南烤鸭
济南烤鸭，为中国四大菜系鲁菜中的一道菜品。
明末清初时期广为流传，清朝道光年间德和楼，清朝光绪年间的文和楼和东兴楼是著名的烤鸭店。通常选料为健壮公鸭；烘烤所使用的燃料为秫秸或无异味的干树枝。其成品外皮油亮呈蜜色，外焦里嫩肥而不腻。肉质酥软浓香。其食用方法与北京烤鸭类似，烤鸭切片配青瓜条章丘大葱丝甜面酱。以荷叶饼卷之食用。

## 相关
- 北京烤鸭